# Chorągiew tatarska Ułana Zasulskiego

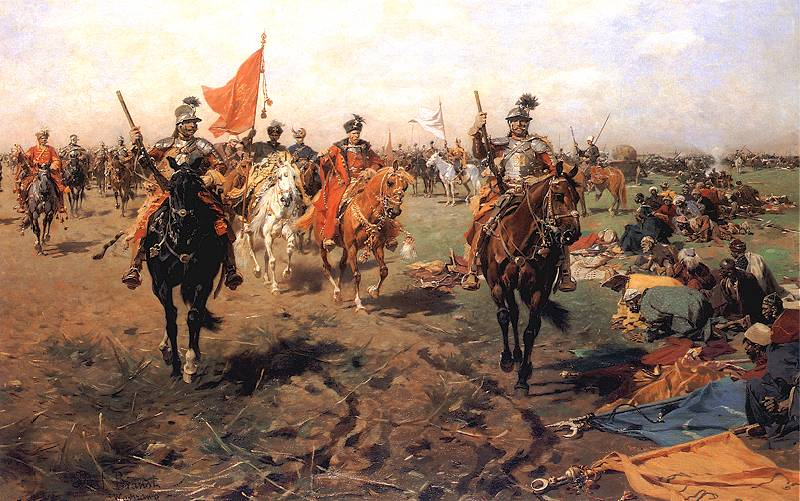
Składanie sztandarów (mal. Józef Brandt)

Chorągiew tatarska Ułana Zasulskiego – chorągiew tatarska jazdy koronnej II połowy XVII wieku. Rotmistrzem chorągwi był Ułan Zasulski. Jej żołnierze brali udział w działaniach zbrojnych wojny polsko-rosyjskiej toczonej w latach 1654–1667 i wojny polsko-kozacko-tatarskiej z lat 1666–1671.

## Bitwa pod Ścianą
W II połowie grudnia 1666 hetman kozacki Piotr Doroszenko przy wsparciu Ordy Krymskiej uderzył niespodziewanie na dywizję koronną pułkownika Sebastiana Machowskiego, rozłożoną na zimowych leżach pod Ścianą i Brajłowem.
Starcie zakończyło się pogromem wojsk polskich. W czasie bitwy doszczętnie zniszczono 4 chorągwie tatarskie: Mustafy Kosińskiego, Samuela Sulejmanowicza, Dawida Romanowskiego i Ułana Zasulskiego. 